# Czesław Lachur
Czesław Lachur – polski językoznawca, rusycysta. W swojej działalności koncentruje się przede wszystkim na semantyce składniowej.
Studia w zakresie filologii rosyjskiej ukończył w Wyższej Szkole Pedagogicznej w Opolu. W 1980 r. został doktorem, a habilitował się w 2000 r. Piastował stanowiska asystenta, adiunkta i profesora nadzwyczajnego. Wydaje też opracowania regionalistyczne, prezentujące walory Śląska Opolskiego.
Autor 150 prac, głównie z dziedziny rosyjsko-polskiego językoznawstwa konfrontatywnego.